# الكنيسة المعلقة
تقع الكنيسة المعلقة في حي مصر القديمة، في منطقة القاهرة القبطية الأثرية الهامة، فهي على مقربة من جامع عمرو بن العاص، ومعبد بن عزرا اليهودي، وكنيسة القديس مينا بجوار حصن بابليون، وكنيسة الشهيد مرقوريوس (أبو سيفين)، وكنائس عديدة أخرى.

## الاسم والوصف
سميت بالمعلقة لأنها بنيت على برجين من الأبراج القديمة للحصن الروماني[ ؟ ] (حصن بابليون)، ذلك الذي كان قد بناه الإمبراطور تراجان في القرن الثاني الميلادي، وتعتبر المعلقة هي أقدم الكنائس التي لا تزال باقية في مصر.
القلعة الرومانية في القاهرة القبطية (القاهرة القديمة)؛ صحنها معلق فوق ممر. يتم الاقتراب من الكنيسة من خلال تسع وعشرين درجة؛ أطلق عليها الرحالة الأوائل إلى القاهرة اسم «كنيسة الدرج». ارتفع سطح الأرض بنحو ستة أمتار منذ العصر الروماني، لذلك فإن معظم البرج الروماني مدفون تحت الأرض، مما يقلل من التأثير البصري لموقع الكنيسة المرتفع. 
المدخل من الشارع هو من خلال بوابات حديدية تحت قوس حجري مدبب. ثم تُرى واجهة القرن التاسع عشر ذات الأبراج المزدوجة الجرس خارج فناء ضيق مزين بتصاميم فنية توراتية حديثة. أعلى الدرجات ومن خلال المدخل يوجد فناء صغير آخر يؤدي إلى الشرفة الخارجية للقرن الحادي عشر.[بحاجة لمصدر]

## التاريخ
بنيت الكنيسة على أنقاض مكان يقال أنه احتمت فيه العائلة المقدسة (السيدة مريم العذراء، المسيح الطفل، والقديس يوسف النجار) أثناء الثلاث سنوات التي قضوها في مصر هروبا من هيرودس[ ؟ ] حاكم فلسطين الذي كان قد أمر بقتل الأطفال تخوفا من نبوءة وردته. والبعض يرى أنها مكان لقلاية (مكان للخلوة) كان يعيش فيها أحد الرهبان النساء، في واحد من السراديب الصخرية المحفورة في المكان.
جددت الكنيسة عدة مرات خلال العصر الإسلامي مرة في خلافة هارون الرشيد حينما طلب البطريرك الأنبا مرقس من الوالي الإذن بتجديد الكنيسة. ومرة في عهد العزيز بالله الفاطمي الذي سمح للبطريرك إفرام السرياني بتجديد كافة كنائس مصر، وإصلاح ما تهدم. ومرة ثالثة في عهد الظاهر لإعزاز دين الله. كانت مقرا للعديد من البطاركة منذ القرن الحادي عشر، وكان البطريرك خريستودولوس هو أول من اتخذ الكنيسة المعلقة مقرا لبابا الإسكندرية، وقد دفن بها عدد من البطاركة في القرنين الحادي عشر والثاني عشر، ولا تزال توجد لهم صور وأيقونات بالكنيسة تضاء لها الشموع، وكانت تقام بها محاكمات الكهنة، والأساقفة، ومحاكمات المهرطقين فيها أيضا، وتعتبر مزارا هاما للـأقباط، نظرا لقدمها التاريخي، وارتباط المكان بالعائلة المقدسة، ووجودها بين كنائس وأديرة[ ؟ ] لـقديسين أجلاء، فتسهل زيارتهم.

## المعمار

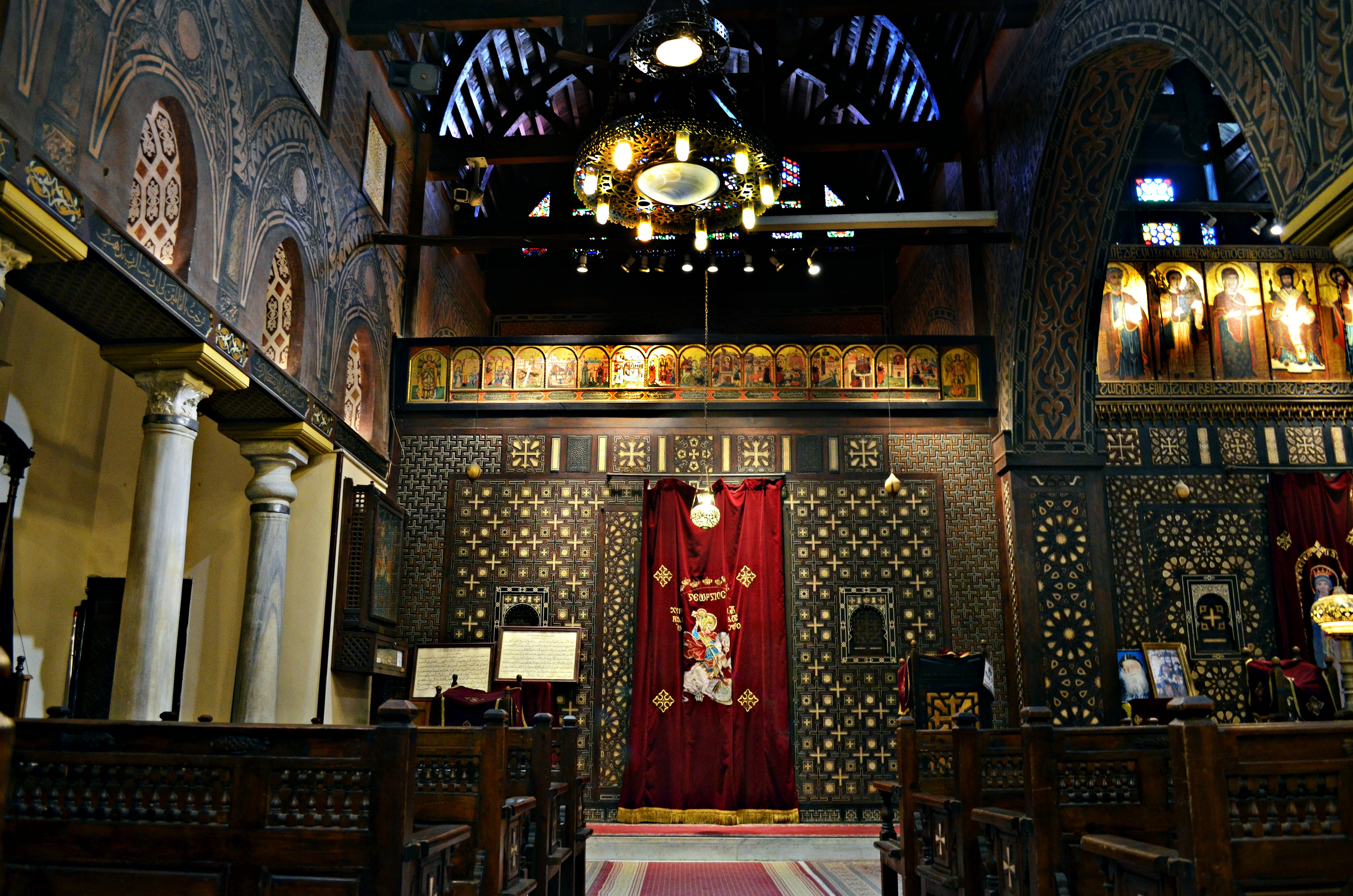
الهيكل في الكنيسة المعلقة.

تقع واجهة الكنيسة بالناحية الغربية على شارع ماري جرجس، وهي من طابقين. وتوجد أمامها نافورة، وقد بنيت بالطابع البازيليكي الشهير المكون من 3 أجنحة وردهة أمامية وهيكل يتوزع على 3 أجزاء، وهي مستطيلة الشكل، وصغيرة نسبيا فأبعادها حوالي 23.5 متر طولا و 18.5 مترا عرضا و 9.5 مترا ارتفاعا. وهي تتكون من صحن رئيسي وجناحين صغيرين، وبينهما ثمانية أعمدة على كل جانب، وما بين الصحن والجناح الشمالي صف من ثلاثة أعمدة عليها عقود كبيرة ذات شكل مدبب، والأعمدة التي تفصل بين الأجنحة هي من الرخام فيما عدا واحدا من البازلت الأسود، والملاحظ أن بها عدد من تيجان الأعمدة «كورنثية» الطراز. وفي الجهة الشرقية من الكنيسة توجد ثلاثة هياكل[ ؟ ] هي: الأوسط يحمل اسم القديسة العذراء مريم، والأيمن باسم القديس يوحنا المعمدان، والأيسر باسم القديس ماري جرجس.
أمام هذه الهياكل، توجد الأحجبة خشبية، وأهمهم الحجاب الأوسط المصنوع من الأبنوس المطعم بالعاج الشفاف، ونقش عليه بأشكال هندسية وصلبان[ ؟ ] جميلة، وتعلوه أيقونات تصور السيد المسيح على عرش، وعن يمينه مريم العذراء والملاك جبرائيل والقديس بطرس، وعلى يساره يوحنا المعمدان والملاك ميخائيل والقديس بولس، وبأعلى المذبح بداخل هذا الهيكل توجد مظلة خشبية مرتكزة على أربعة أعمدة، ومن خلفه منصة جلوس رجال الكهنوت. في الجناح الأيمن من الكنيسة، تم تعليق أجزاء من صحف قومية مصرية، على أحد الحوائط راصدة أحداث ومشاهد من التاريخ الحديث للكنيسة، المتعلقة بالأقباط في مصر، وربما أهمها ظهور السيدة مريم العذراء في كنيستها بحي الزيتون في أعقاب هزيمة حرب 1967.
بعد سيامة البابا خرستوذولس انتقل من الكنيسة المرقسية بالأسكندرية إلى مصر، واتخذ كنيسة المعلقة بظاهر الفسطاط مقرًا له. كما جدد كنيسة القديس مرقريوس وجعلها كاتدرائية كبرى ومركزًا لكرسيه، وجعل أيضًا كنيسة السيدة العذراء في حي الأروام مقرًا له يأوي إليه عند اللزوم وذلك برضى أسقف بابيلون. أما سبب ذلك فهو انتقال عظمة مدينة الإسكندرية إلى مدينة القاهرة، وكثرة عدد المسيحيين فيها، ولارتباطه بالحكومة. فصار البابا يعين أسقفًا للإسكندرية باسم وكيل الكرازة المرقسية «قاموس آباء الكنيسة وقديسيها» قاموس آباء الكنيسة وقديسيها.

## أهمية
الكنيسة المعلقة هي أشهر كنيسة قبطية مسيحية في القاهرة، وربما أول كنيسة بنيت على الطراز البازيليكي.
الكنيسة هي موقع العديد من الظهورات المريمية المبلغ عنها. ويقال إنها قد ظهر في حلم لبابا إبراهيم في 970s في قصة كيف المقطم جبل تم نقله بواسطة إيمان سمعان تانر.

## الدلالة الدينية
الكنيسة المعلقة مكرسة للسيدة العذراء وتحتوي على ملاذات لها وللقديسين يوحنا المعمدان وجورج. أقامت الكنيسة العديد من الاحتفالات الهامة للتسلسل الهرمي القبطي في القاهرة. وتشمل هذه اختيار ودفن البطاركة، الأول حدث من القرن الحادي عشر إلى الرابع عشر بينما الأخير فقط بين القرنين الحادي عشر والثاني عشر، بالإضافة إلى تكريس الزيت المقدس والحكم على المحاكمات البدعة؛ كان اختيار تاريخ عيد الفصح لكل عام إجراء مهمًا آخر تم عقده خلال. تقام هذه العمليات في الكنيسة المعلقة بسبب حركة المقعد البطريركي في القرن الحادي عشر إلى القاهرة من الإسكندرية.

## كرسي البابا القبطي
كان مقر بابا الإسكندرية القبطي الأرثوذكسي تاريخيًا الإسكندرية. ومع ذلك، مع انتقال السلطات الحاكمة من الإسكندرية إلى القاهرة بعد الفتح الإسلامي لمصر في عهد البابا كريستودولوس، أصبحت القاهرة المقر الثابت والرسمي للبابا القبطي في الكنيسة المعلقة عام 1047.
اندلع الاقتتال الداخلي بين كنيسة القديسين سرجيوس وباخوس والمعلقة (الكنيسة المعلقة) بسبب رغبة هذا البطريرك في التكريس في الكنيسة المعلقة، وهو احتفال يقام تقليديا في القديسين سرجيوس وباخوس.

## أيقونات وزخرفة
تحتوي الكنيسة المعلقة على 110 أيقونة، يعود أقدمها إلى القرن الثامن، لكن معظمها يعود إلى القرن الثامن عشر. ونخلة البراتي بك أهدى بعضها كهدايا عام 1898 عندما كان مشرفًا على الكنيسة.

### الحاجز الأيقوني
و بالحاجز الأيقوني من وسط الحرم مصنوع من خشب الأبنوس مطعمة بالعاج، وتعلوه أيقونات لل سيدة العذراء مريم والإثني عشر الرسل.[بحاجة لمصدر]

### المذبح: الشاشة والرموز
صُنعت شاشة المذبح الرئيسي (المصرية العربية: haikal) من خشب الأبنوس المطعمة بالعاج المحفور إلى شرائح تظهر العديد من تصميمات الصليب القبطي التي تعود إلى حوالي القرن الثاني عشر أو الثالث عشر. يوجد فوق شاشة المذبح صف طويل من سبع أيقونات كبيرة، مركزها المسيح جالس على العرش. من جهة، تصطف أيقونات العذراء مريم ورئيس الملائكة جبرائيل والقديس بطرس. من ناحية أخرى، أيقونات القديس يوحنا المعمدان ورئيس الملائكة ميخائيل والقديس بولس.[بحاجة لمصدر]

## الميزات البارزة
تم تدمير أو إتلاف بعض المكونات الأصلية للكنائس بسبب الإهمال. البدائل الحديثة تعود إلى القرن التاسع عشر.

### مذابح
من بين المذابح الثلاثة القديمة النموذجية للكنائس القبطية، لم يبق منها أي منها بحلول القرن التاسع عشر، وبدلاً من ذلك تم استبدالها بألواح من الرخام.

### سيبوريا
تم الإبلاغ عن وجود سيبوريا الأصلي في المذابح ولكن تم استبداله منذ ذلك الحين.

### الفسيفساء والنقوش
تم العثور على الفسيفساء في صلبان بارزة داخل أمبو يقع شمال صحن الكنيسة الرئيسي. الكنيسة البدائية تحتوي على فسيفساء في تجويف في الجدار الجنوبي.
- الحاجز الأيقوني
- رمز موقر للغاية
- أيقونة القديس مرقوريوس ليوحنا الأرمني

## معرض صور

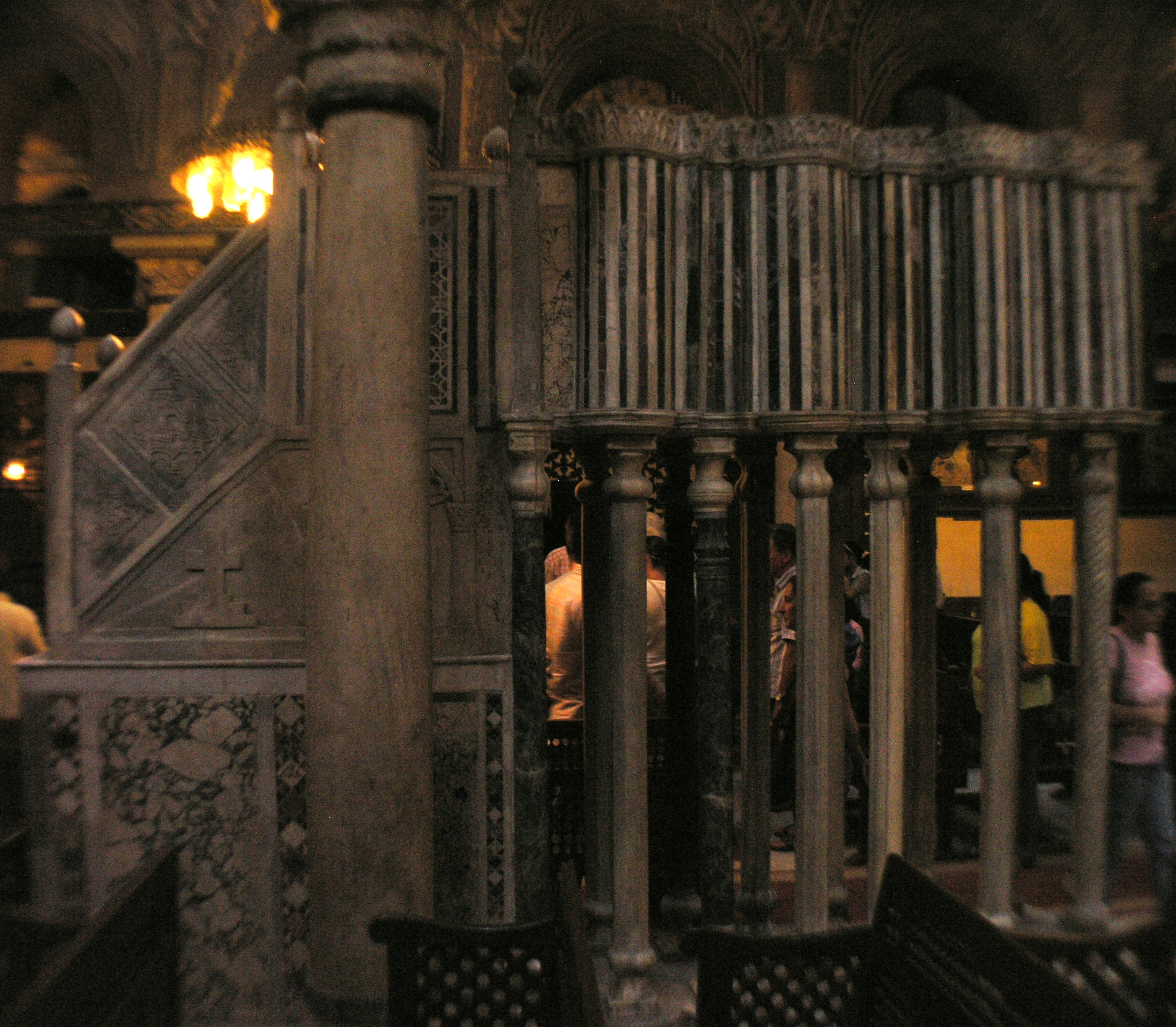
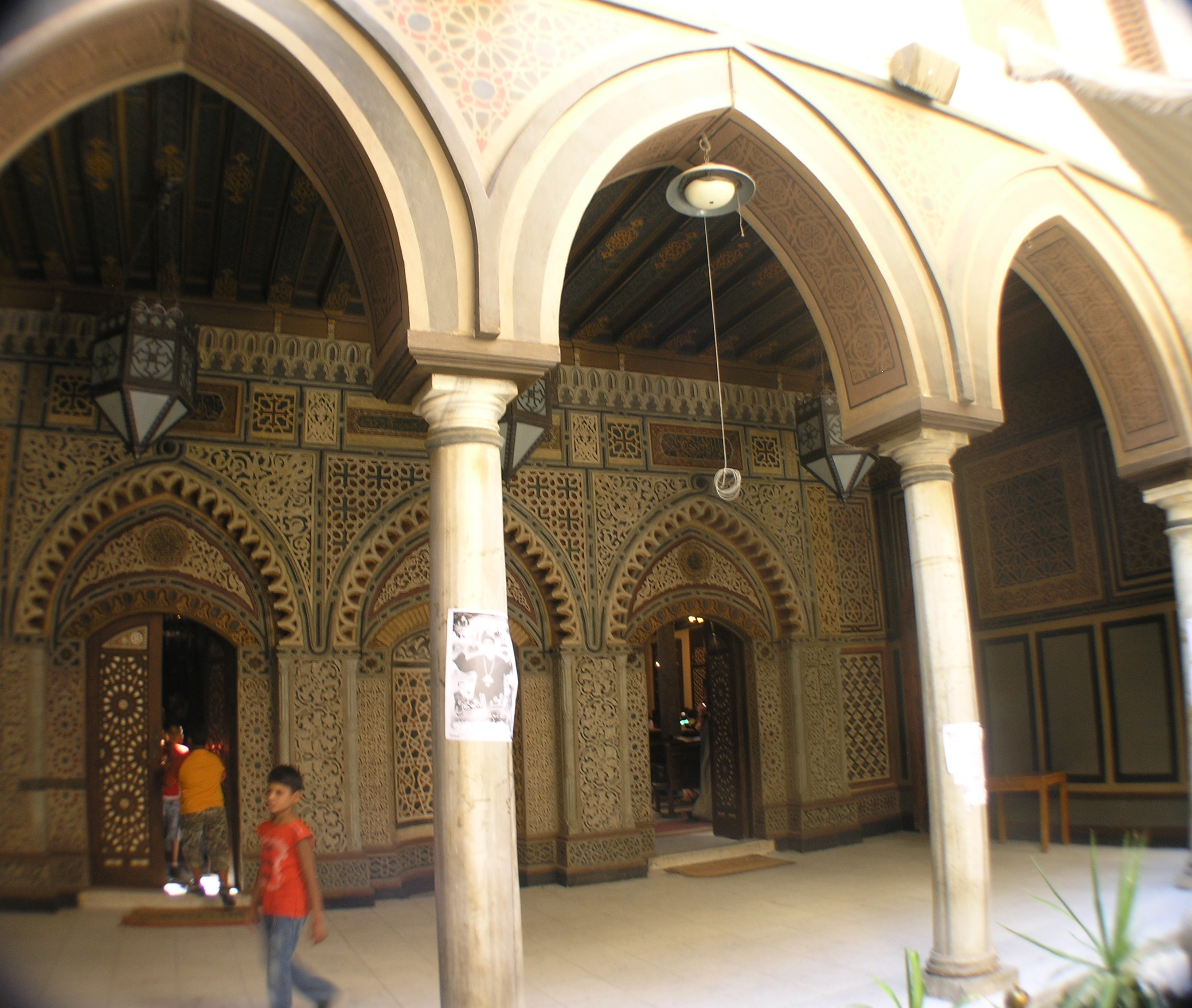
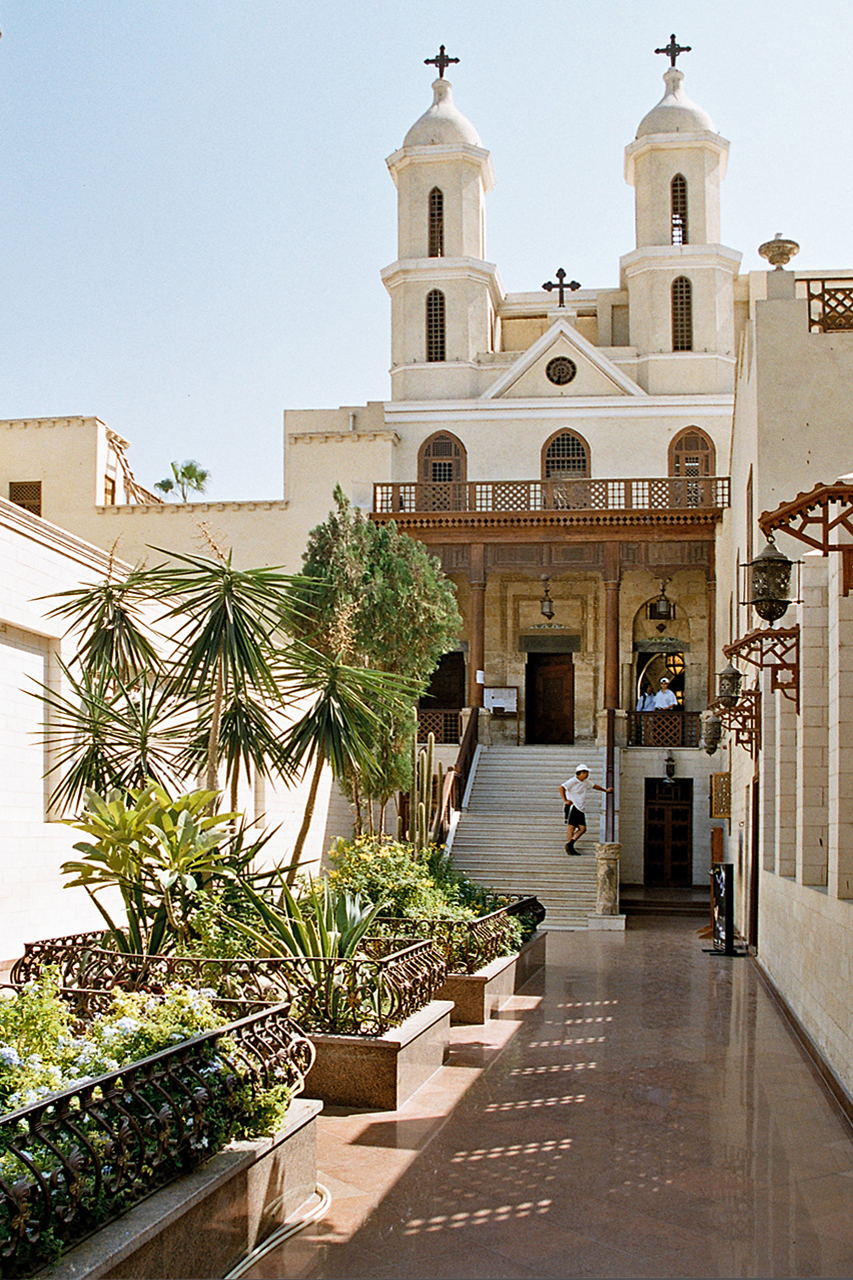
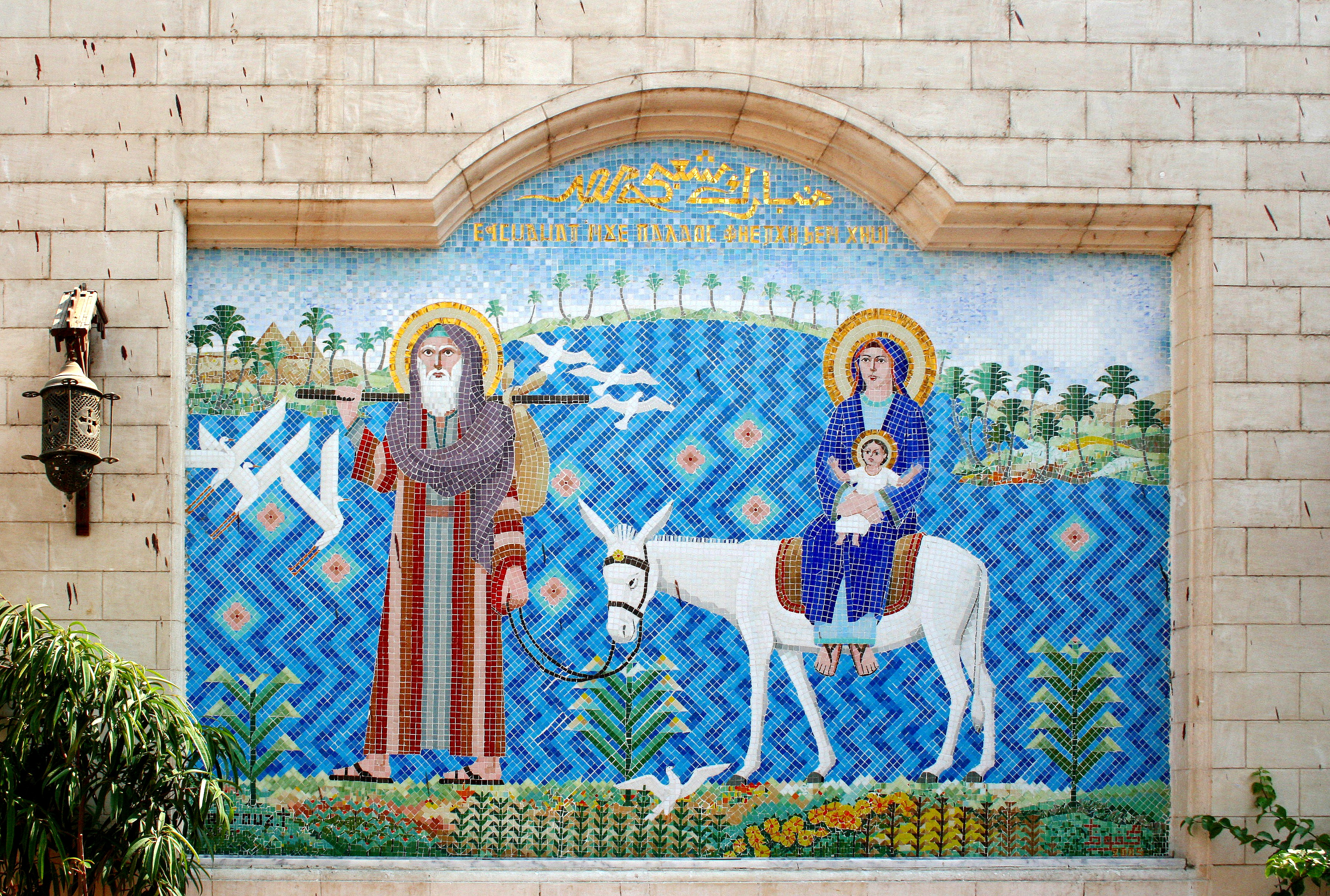
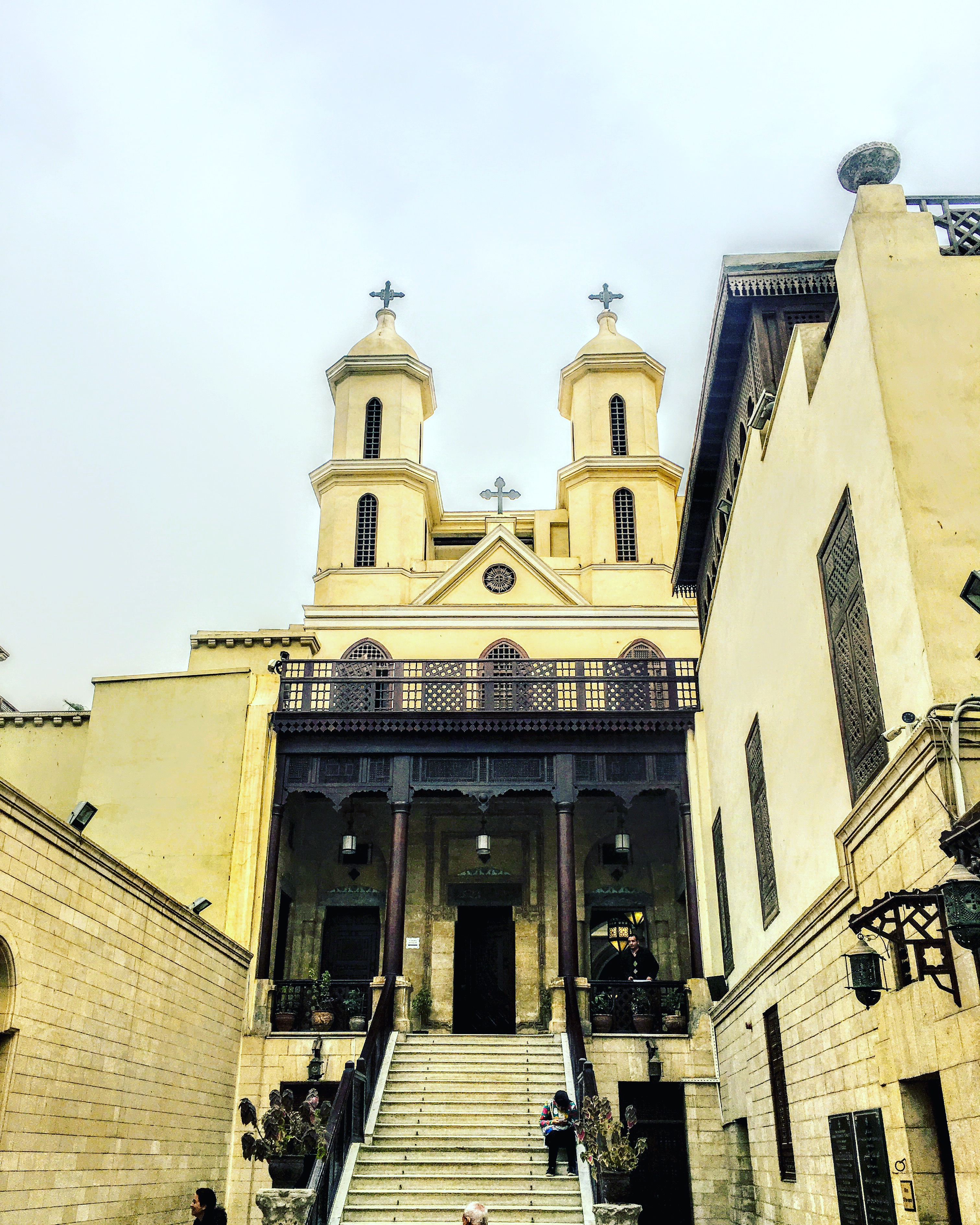
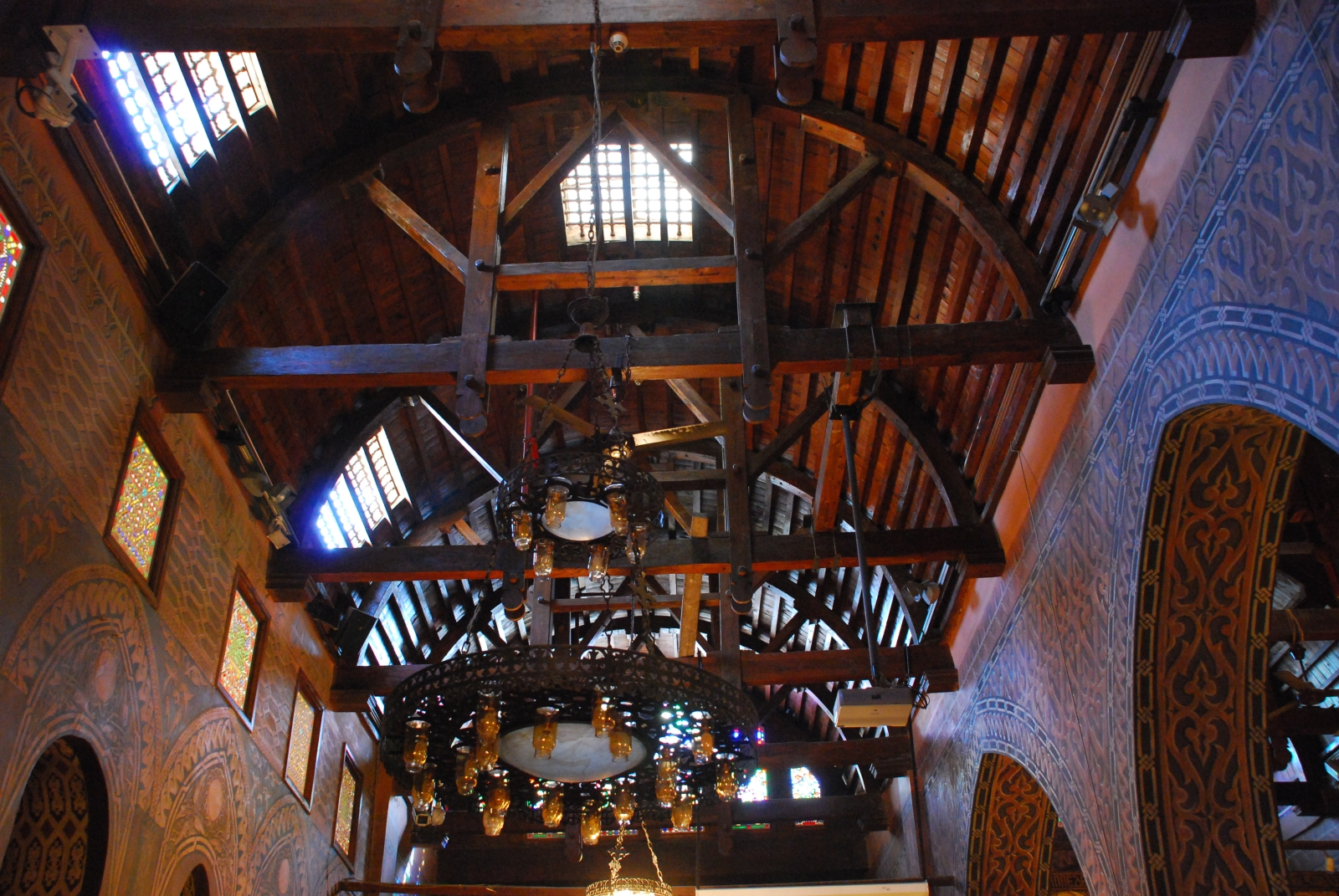
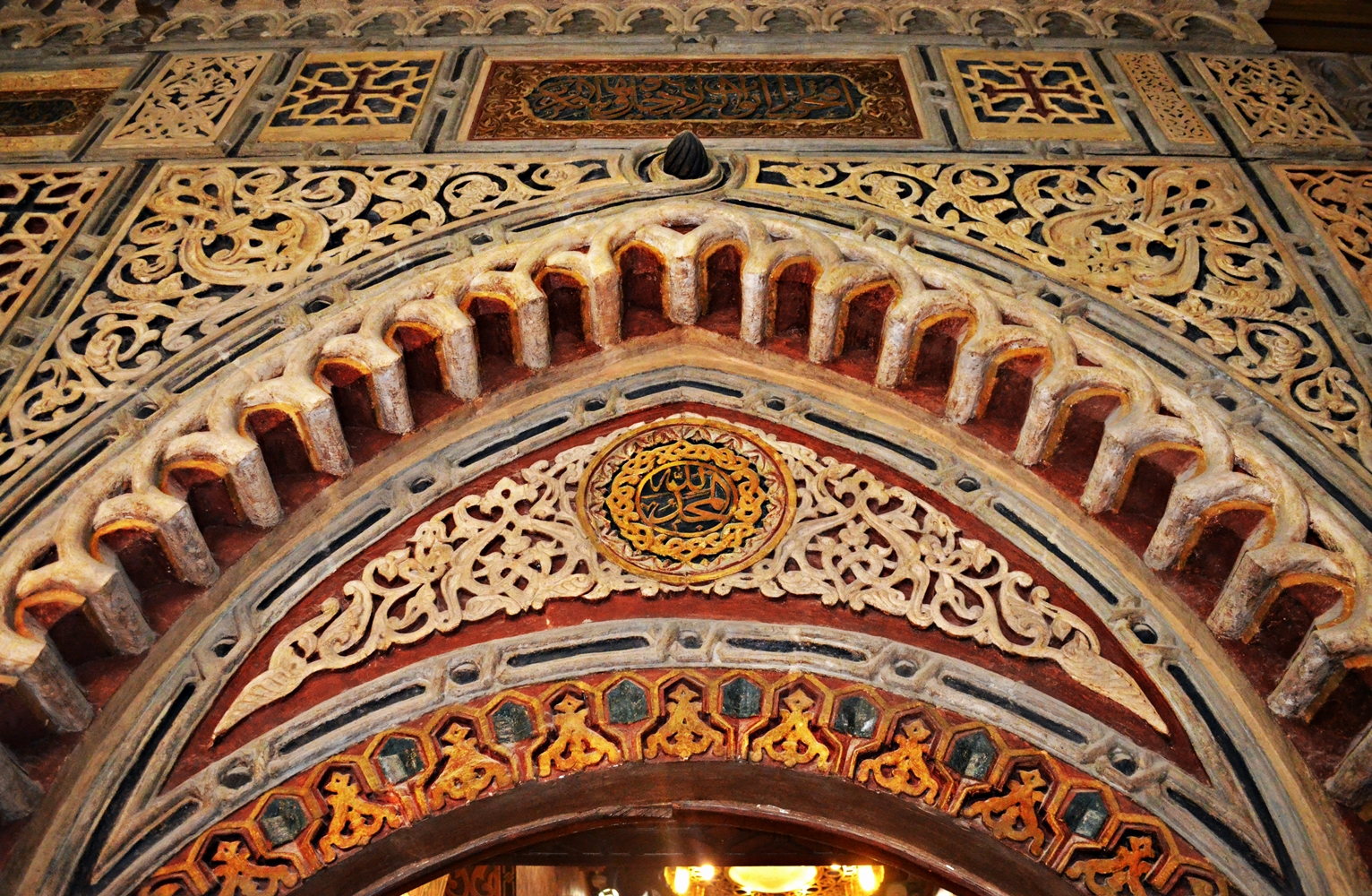
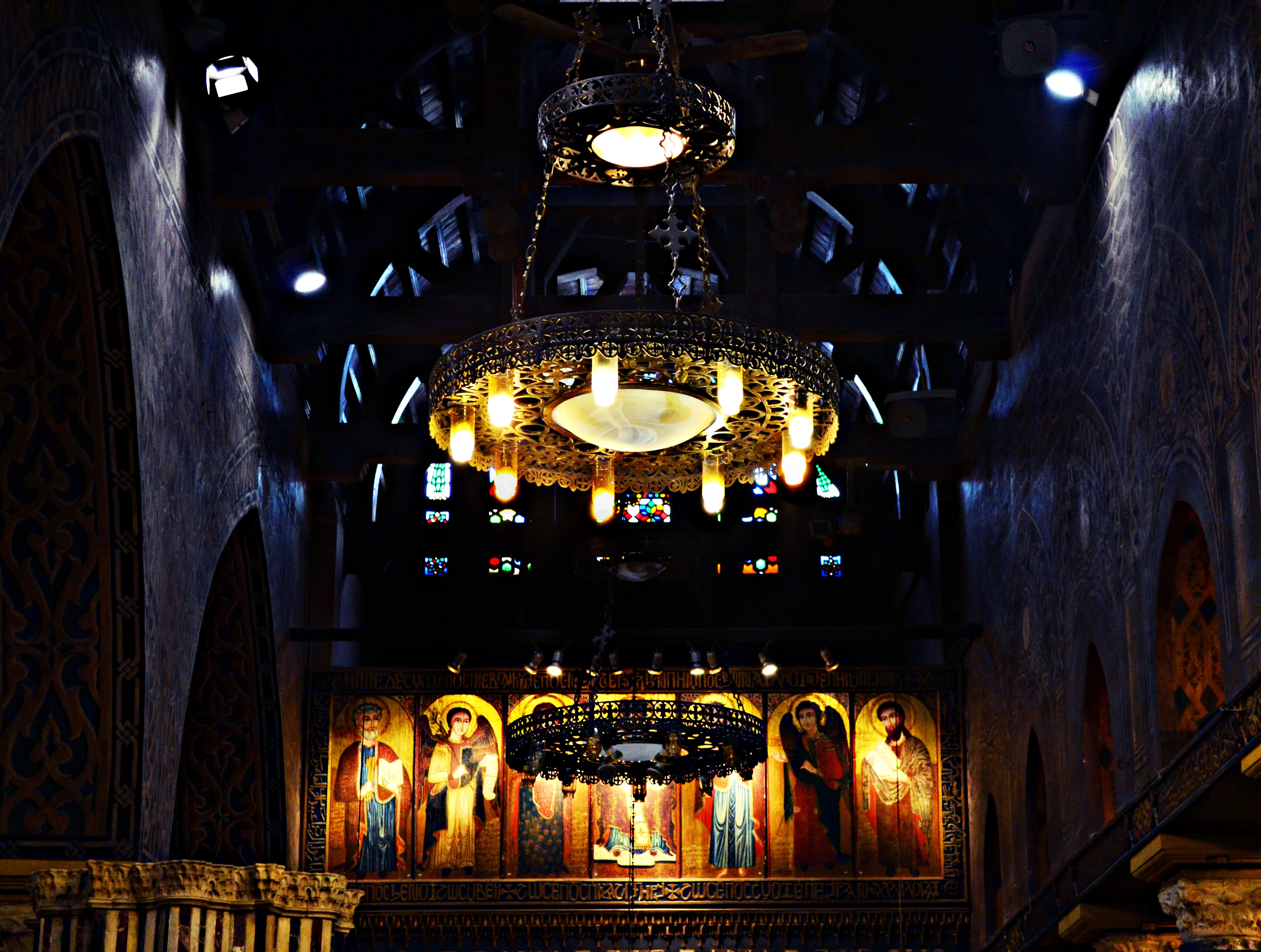
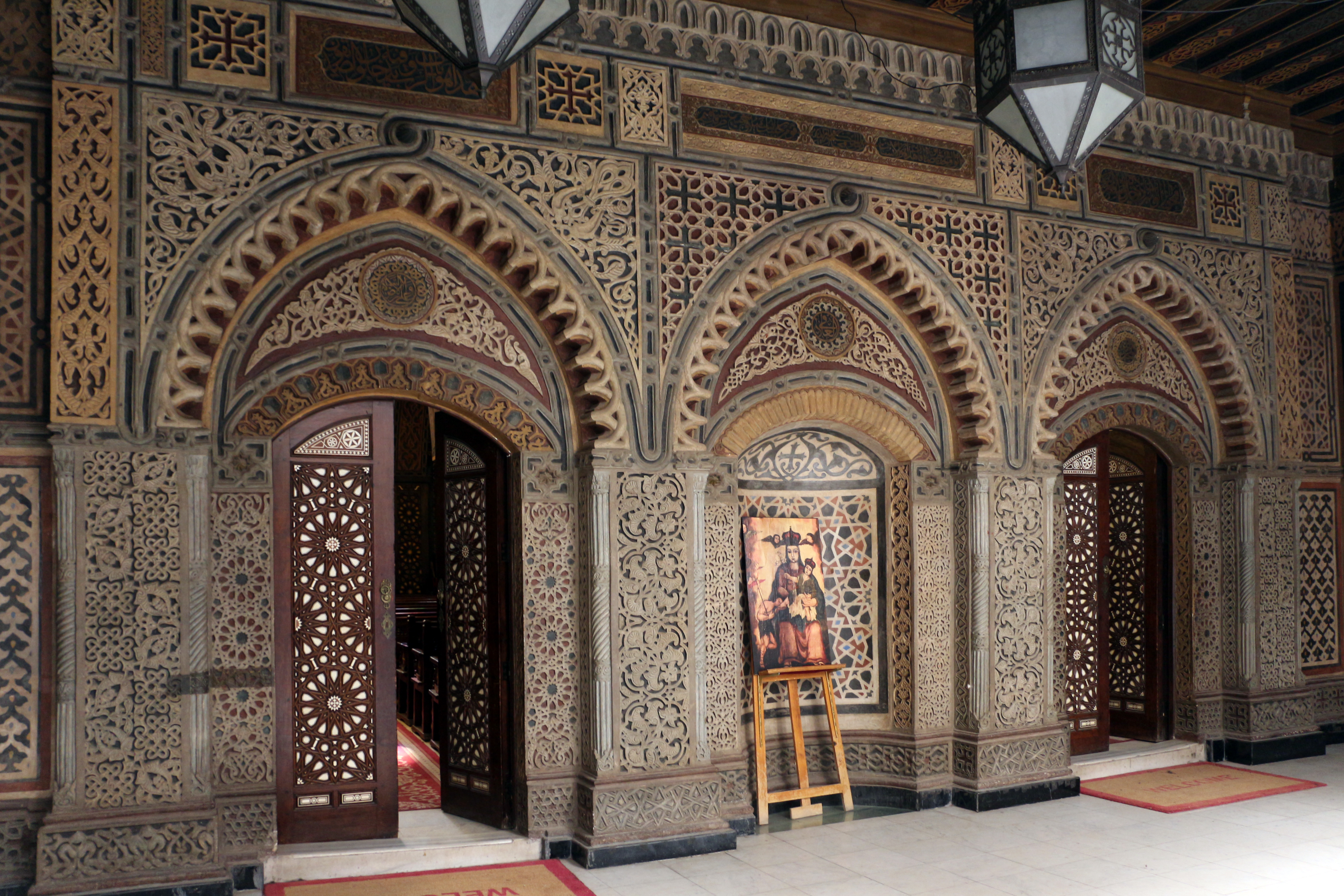
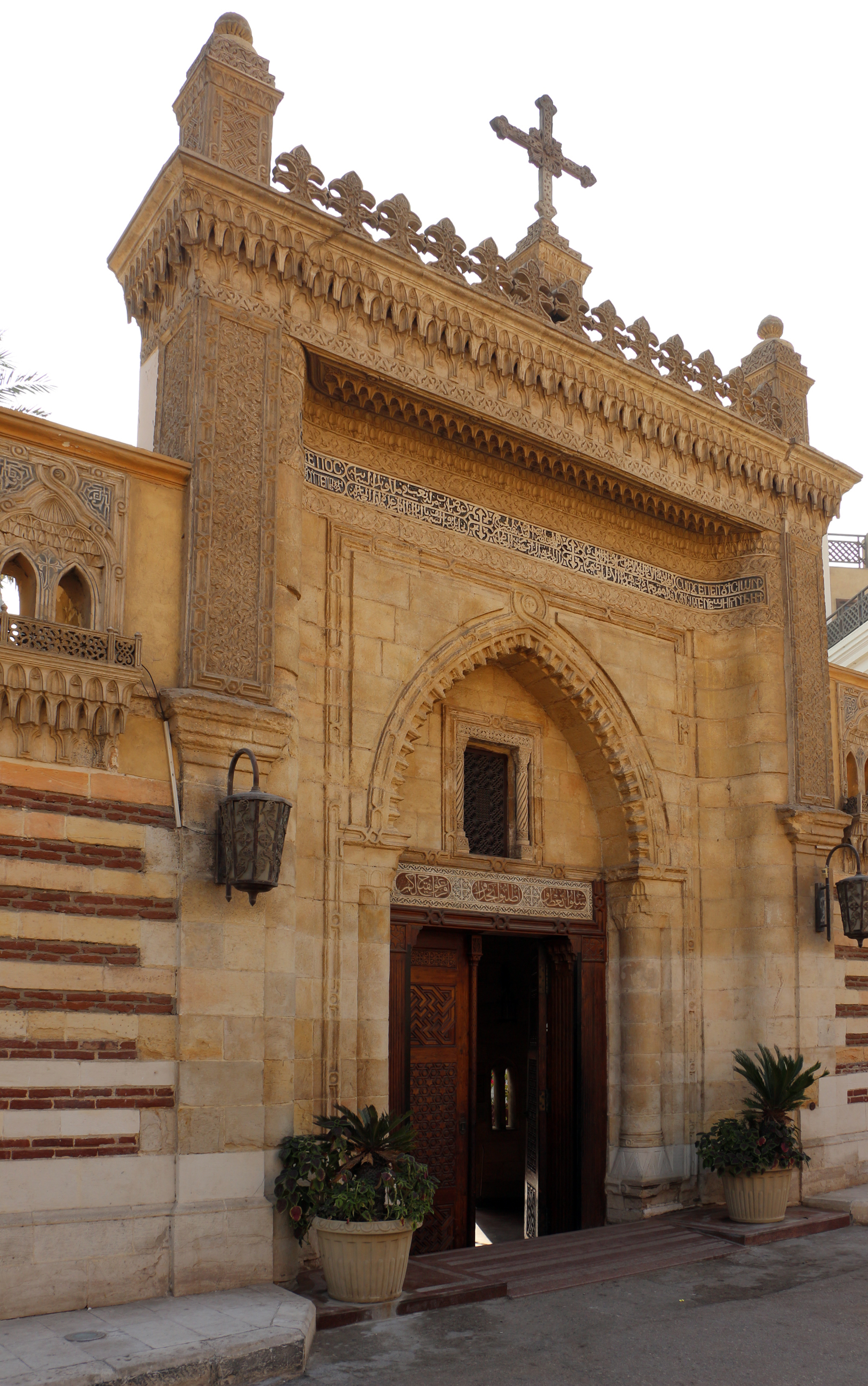

## الواجهة والداخلية
- واجهة الشارع وباب المدخل
- داخل الكنيسة
- البرميل سقف مقبب
- واجهة الكنيسة أثناء الصلاة
- الحاجز الأيقوني
- تفاصيل منبر الرخام